# Albert Elfström
Albert Mikael Elfström, född 29 oktober 1877 i Göteborg, död 12 oktober 1947 i Bromma, var en svensk företagsledare och elektroingenjör.

## Biografi
Albert Elfström var son till överläraren Johan Alfred Elfström. Efter läroverksstudier genomgick han Chalmers tekniska läroanstalts fackavdelning för elektroteknik varifrån han utexaminerades 1898. Elfström fortsatte sina studier vid Eidgenössische technische Hochschule i Zürich 1898–1900 där han var kursare med Albert Einstein. Därefter anställdes han vid firman A. G Brown Boveri & co i Baden, Schweiz. Efter att ha återkommit till Sverige var han 1902–1904 anställd hos Elektriska AB Holmia och övergick därefter till Aseakoncernen, först som chef för filialen i Göteborg 1904–1912, sedan som försäljningsdirektör vid huvudkontoret i Västerås och slutligen som chef för Aseas avdelning för installationsmateriel i Stockholm 1921–1943. Elfström var även VD och styrelseledamot för AB Liljeholmens kabelfabrik, Elektriska AB Helios och Elektriska AB Chr Bergh & Co, med tillsammans omkring 1 500 arbetare och tjänstemän i Stockholm och Svalöv. Därtill var han styrelseledamot i AB Astra, Apotekarnes kemiska fabriker och AB Radiotjänst.